# STAGE FES
STAGE FES（ステージフェス）は大晦日から正月にかけて行われる2.5次元作品コラボイベント。通称「ステフェス」。

## 概要
2.5次元舞台やミュージカル作品3〜5作品が一堂に会する年越しイベント。パフォーマンスや作品の垣根を超えた掛け合いなどが行われる。
例年公演には1部と2部があり、2部では年越しカウントダウンを行う。

## 2017年
- タイトル - STAGE FES 2017-2018
- 開催日 - 2017年12月31日
- 会場 - 大宮ソニックシティ 大ホール

出演
舞台「おそ松さん on STAGE～SIX MEN'S SHOW TIME 2～」
- おそ松 - 高崎翔太
- カラ松 - 柏木佑介
- チョロ松 - 植田圭輔
- 一松 - 北村諒
- 十四松 - 小澤廉
- トド松 - 赤澤遼太郎
- おそ松/F6 - 井澤勇貴
- カラ松/F6 - 和田雅成
- チョロ松/F6 - 小野健斗
- 一松/F6 - 安里勇哉
- 十四松/F6 - 和合真一
- トド松/F6 - 中山優貴

舞台「KING OF PRISM -Over the Sunshine!-」
- 一条シン - 橋本祥平
- 神浜コウジ - 小南光司
- 仁科カヅキ - 大見拓土
- 太刀花ユキノジョウ - 横井翔二郎
- 香賀美タイガ - 長江崚行
- 十王院カケル - 村上喜紀
- 鷹梁ミナト - 五十嵐雅
- 西園寺レオ - 星元裕月
- 涼野ユウ - 廣野凌大
- 大和アレクサンダー - spi
- 高田馬場ジョージ - 古谷大和
- アンサンブルキャスト - 梅津大輝、佐藤一輝、竹井弘樹、松田健太郎、宮越大貴

「王室教師ハイネ -THE MUSICAL-」
- ハイネ - 植田圭輔
- カイ - 安里勇哉
- ブルーノ - 安達勇人
- レオンハルト - 廣瀬大介
- ローゼンベルク - 君沢ユウキ
- アンサンブルキャスト - 湊陽奈、酒井翔子、下村彩、熊田愛里、長谷川太紀、仲田祥司、帯金遼太、吉田邑樹

ミュージカル「Dance with Devils～Fermata（フェルマータ）～」
- 鉤貫レム - 神永圭佑
- 立華リンド - 高野洸
- 楚神ウリエ - 山﨑晶吾
- 南那城メィジ - 吉岡佑
- 棗坂シキ - 安川純平
- アンサンブルキャスト - 北川雄也、木村充希、逢坂空、尾関晃輔

## 2018年
- タイトル - STAGE FES 2018-2019
- 開催日 - 2018年12月31日
- 会場 - 大宮ソニックシティ 大ホール
- 主催 - エイベックス・ピクチャーズ株式会社
- 協力 - 「おそ松さん」on STAGE製作委員会2018、「KING OF PRISM -Over the Sunshine!-」製作委員会2017、ミュージカル「王室教師ハイネ」製作委員会[1]

出演
舞台「おそ松さん on STAGE～SIX MEN'S SHOW TIME 2～」
- おそ松 - 高崎翔太
- カラ松 - 柏木佑介
- チョロ松 - 植田圭輔
- 一松 - 北村諒
- 十四松 - 小澤廉
- トド松 - 赤澤遼太郎
- おそ松/F6 - 井澤勇貴
- カラ松/F6 - 和田雅成
- チョロ松/F6 - 小野健斗
- 一松/F6 - 安里勇哉
- 十四松/F6 - 和合真一
- トド松/F6 - 中山優貴

舞台「KING OF PRISM -Over the Sunshine!-」
- 一条シン - 橋本祥平
- 神浜コウジ - 小南光司
- 仁科カヅキ - 大見拓土
- 太刀花ユキノジョウ - 横井翔二郎
- 香賀美タイガ - 長江崚行
- 十王院カケル - 村上喜紀
- 鷹梁ミナト - 五十嵐雅
- 西園寺レオ - 星元裕月
- 高田馬場ジョージ - 古谷大和
- 氷室聖 - 栗田学武
- 法月仁 - 前内孝文
- アンサンブル - 梅津大輝、竹井弘樹、松田健太郎、宮越大貴

ミュージカル「王室教師ハイネ -THE MUSICAL Ⅱ-」
- ハイネ - 植田圭輔
- カイ - 安里勇哉
- ブルーノ - 安達勇人
- レオンハルト - 廣瀬大介
- ローゼンベルク - 君沢ユウキ
- アンサンブル - 湊 陽奈、酒井翔子、下村彩、熊田愛里、長谷川太紀、仲田祥司、多田滉、吉田邑樹

舞台「俺たちマジ校デストロイ」（※二部のみ出演）
- 皆瀬 友〈トモ〉 - 谷水力
- 新名裕輝〈ニーナ〉 - 野口稜介
- 三栗 俊〈メグ〉 - 熊谷魁人
- 鈴城御由〈ミユ〉 - 小南光司
- 芹沢 純〈ジュン〉 - 堀海登
- 加賀幸彦〈ユッキー〉 - 大橋典之

## 2019年
- タイトル - STAGE FES 2019-2020
- 開催日 - 2019年12月31日
- 会場 - 大宮ソニックシティ 大ホール
- 主催 - STAGE FES 2019-2020製作委員会
- 協力 - MANKAI STAGE『A3!』製作委員会2020、「おそ松さん」on STAGE製作委員会2019、「KING OF PRISM -Shiny Rose Stars-」製作委員会2020、ミュージカル「スタミュ」製作委員会、SAMURAI BOYS PROJECT [2]

出演
MANKAI STAGE『A3!』～AUTUMN 2020～
- 摂津万里 - 水江建太
- 兵頭十座 - 中村太郎
- 七尾太一 - 赤澤遼太郎
- 伏見 臣 - 稲垣成弥
- 古市左京 - 藤田玲
- 松川伊助 - 田口涼
- 迫田ケン - 田内季宇

舞台『おそ松さん on STAGE ～SIX MEN’S SHOW TIME 3～』（※二部のみ出演）
- おそ松 - 高崎翔太
- カラ松 - 柏木佑介
- チョロ松 - 植田圭輔
- 一松 - 北村諒
- 十四松 - 小澤廉
- トド松 - 赤澤遼太郎
- おそ松/Ｆ6 - 井澤勇貴
- カラ松/Ｆ6 - 和田雅成
- チョロ松/Ｆ6 - 小野健斗
- 一松/Ｆ6 - 安里勇哉
- 十四松/Ｆ6 - 和合真一
- トド松/Ｆ6 - 中山優貴

舞台『KING OF PRISM -Shiny Rose Stars-』
- 一条シン - 橋本祥平
- 神浜コウジ - 小南光司
- 速水ヒロ - 杉江大志
- 仁科カヅキ - 大見拓土
- 太刀花ユキノジョウ - 横井翔二郎
- 香賀美タイガ - 長江崚行
- 十王院カケル - 村上喜紀
- 鷹梁ミナト - 五十嵐雅
- 西園寺レオ - 星元裕月
- 涼野ユウ - 廣野凌大
- 高田馬場ジョージ - 古谷大和
- 池袋エィス - 小林竜之
- 氷室聖 - 栗田学武
- 法月仁 - 前内孝文

ミュージカル『スタミュ』-3rdシーズン-
- 星谷悠太 - 杉江大志
- 那雪透 - 山中翔太
- 月皇海斗 - 反橋宗一郎
- 天花寺翔 - 橘龍丸
- 空閑愁 - 新里宏太
- 揚羽陸 - 大見拓土
- 蜂矢聡 - 石田隼
- 北原廉 - 澁木稜
- 南條聖 - 小波津亜廉

KYOTO SAMURAI BOYS
team椿
- 福澤侑
- 飯塚大夢
- NUY
- 山口晃生
- 山縣悠己
- 竹迫祐貴

team桔梗
- 里中将道
- Lil Noah
- RANMA
- BISKE
- 神谷亮太
- 品川翔

team若葉
- 泰江和明
- Rayshy
- R-NE
- 飯田寅義
- 下田壮良
- 河島樹来

## 2022年
- タイトル - STAGE FES 2022-2023
- 開催日 - 2022年12月31日
- 会場 - 立川ステージガーデン
- 主催 - STAGE FES 2022-2023製作委員会

出演
Live Musical「SHOW BY ROCK!!」
シンガンクリムゾンズ
- クロウ - 米原幸佑
- アイオーン -  輝馬
- ロム - 郷本直也

DOKONJOFINGER
- ヤス - 坂田隆一郎
- ハッチン - Hayato
- ジョウ - 高本学
- 双循 - 雷太

舞台「Paradox Live on Stage」
BAE
- 朱雀野アレン - 佐奈宏紀
- 燕夏準 - 小南光司
- アン・フォークナー - 立道梨緒奈

The Cat‘s Whiskers
- 西門直明 - 君沢ユウキ
- 神林匋平 - 安里勇哉
- 棗リュウ - 堀海登
- 闇堂四季 - 輝山立

cozmez
- 矢戸乃上珂波汰 - 木津つばさ
- 矢戸乃上那由汰 - 大崎捺希

悪漢奴等
- 翠石依織 - 武子直輝
- 雅邦善 - 川上将大
- 征木北斎 - 稲垣成弥
- 伊藤紗月 - 小林竜之
- 円山玲央 - 神越将

RICE on STAGE「ラブ米」
ラブライス
- ひのひかり - 田村升吾
- ささにしき - 星乃勇太
- ひとめぼれ - 前川優希
- あきたこまち - 白石康介
- にこまる - 佐野真白

ST☆RICE
- 平山 - 川上将大
- キヨハタモチ - 北乃颯希

GAZEN BOYS
- 白瑞光 - 白柏寿大
- 黒太閤 - 田内季宇
- 紫楊貴 - 伊崎龍次郎

BO米WY
- 日本晴 - 吉澤翼
- てんたかく - 中三川歳輝
- 風さやか - 大見洋太

## 2023年
- タイトル - STAGE FES 2023-2024
- 開催日 - 2023年12月31日
- 会場 - 立川ステージガーデン
- 主催 - STAGE FES 2023-2024製作委員会

出演
おそ松さん on STAGE～SIX MEN’S SHOW TIME～ 2nd SEASON 
6つ子
- おそ松 - 中西智也
- カラ松 - 大野紘幸
- チョロ松 - 杉咲真広
- 一松 - 三井淳平
- 十四松 - 中村碧十
- トド松 - 本間一稀

F6
- おそ松/F6 - 草地稜之
- カラ松/F6 - 中本大賀
- チョロ松/F6 - 松井健太
- 一松/F6 - 磯野亨
- 十四松/F6 - 木村優良
- トド松/F6 - 松本勇輝

新ミュージカル「スタミュ」 
team鳳
- 星谷悠太 - 三井淳平
- 那雪透 - 田口司
- 月皇海斗 - 司波光星
- 天花寺翔 - 宮内伊織
- 空閑愁 - 松井健太

team柊
- 辰己琉唯 - 牧田一成
- 申渡栄吾 - 小椋涼介
- 戌峰誠士郎 - 中本大賀
- 虎石和泉 - 藤岡勇成
- 卯川晶 - 新谷聖司

舞台「Paradox Live on Stage vol.2」 
BAE
- 朱雀野アレン - 佐奈宏紀
- 燕夏準 - 小南光司
- アン・フォークナー - 立道梨緒奈

The Cat's Whiskers
- 西門直明 - 竹内良太
- 神林匋平 - 安里勇哉
- 棗リュウ - 堀海登
- 闇堂四季 - 輝山立

cozmez
- 矢戸乃上珂波汰 - 土屋直武
- 矢戸乃上那由汰 - 大崎捺希

悪漢奴等
- 翠石依織 - 武子直輝
- 雅邦善 - 川上将大
- 征木北斎 - 稲垣成弥
- 伊藤紗月 - 小林竜之
- 円山玲央 - 神越将